# 杨桥站 (邵阳市)
杨桥站，位于中华人民共和国湖南省邵阳市邵东市杨桥镇书院村，是怀衡铁路上的火车站，于2018年12月26日启用，由中国铁路广州局集团有限公司管辖。

## 歷史
- 2018年12月26日启用。

## 外部連結
- 中国铁路客户服务中心 （页面存档备份，存于）